# Гультяї (Росія)
Гультяї (рос. Гультяи) — присілок в Пустошкинському районі Псковської області Російської Федерації.
Населення становить 328 осіб. Входить до складу муніципального утворення Гультяєвська волость.

## Історія
Від 2015 року входить до складу муніципального утворення Гультяєвська волость.

## Населення
| 2002 | 2010 |
| ---- | ---- |
| 356  | ↘328 |